# Soziale Sicherheit
Als soziale Sicherheit bezeichnet man im engeren Sinne den Schutz vor den Folgen verschiedener Ereignisse, die als „soziale Risiken“ charakterisiert sind. Die Sozialpolitik strebt Maßnahmen zur sozialen Absicherung an und bemüht sich um die Ausgestaltung eines rechtlich strukturierten Systems der sozialen Sicherheit.
Der sozialen Sicherheit dienen die Sozialversicherungen und die Sozialhilfe. Die Träger der Sozialversicherung koordinieren ihre Arbeit in der Internationalen Vereinigung für Soziale Sicherheit (IVSS) beim Internationalen Arbeitsamt in Genf (Schweiz).

## Grundlagen

### Soziale Risiken
Ein Staat, der die Konvention Nr. 102 der Internationalen Arbeitsorganisation ratifizieren will, muss mindestens drei der insgesamt neun Risiken absichern, wobei für eine bestimmte Anzahl Minimalanforderungen gesetzt sind.
1. Bei Krankheit über die Krankenversicherung Ausgleich durch medizinische Betreuung und Pflege
2. Krankengeld als finanzieller Ausgleich des erlittenen Einkommensverlusts
3. Arbeitslosengeld bei Arbeitslosigkeit
4. Gesetzliche Rentenversicherung zum Beispiel im Alter
5. Gesetzliche Unfallversicherung bei Arbeitsunfall und Berufskrankheit
6. Mutterschaftsgeld bei Mutterschaft
7. Berufsunfähigkeitsversicherung bei Berufsunfähigkeit
8. Rente wegen Todes
9. Familienleistungsausgleich zum Beispiel durch Kindergeld

### Die Ausgestaltung sozialer Sicherheit durch Sozialpolitik
Die Sozialpolitik orientiert sich bei der Ausgestaltung des Systems der sozialen Sicherheit an einer bestimmten Vorstellung von sozialer Gerechtigkeit. Michael Opielka unterscheidet Bedarfsgerechtigkeit, Leistungsgerechtigkeit, Verteilungsgerechtigkeit und Teilhabegerechtigkeit.
„Soziale Sicherheit“ in einem engeren Sinne ist dann gegeben, wenn allen Mitgliedern einer Gesellschaft ein menschenwürdiger Lebensstandard gewährt wird. Dieser orientiert sich an den durchschnittlichen Verhältnissen. Die Verhinderung und Beseitigung von wirtschaftlicher Not strebt mehr als die Sicherung der „nackten“ Existenz an. Realisiert werden diese Zielsetzungen vor allem durch die Sozialversicherungen sowie die sozialen Entschädigungssysteme sowie subsidiär durch die Sozialhilfe. Abhängigkeit und Armut sollen so vermieden oder sofort nach Eintreten behoben werden. Eine einheitliche Grundsicherung für die wichtigsten sozialen und wirtschaftlichen Risiken soll gewährleistet werden.
Soziale Sicherheit in einem weiteren Sinne bedeutet aber mehr: Für wirtschaftlich und bildungsmäßig benachteiligte Menschen werden im Rahmen der Sozialpolitik weitere, über die Sozialversicherungen, die sozialen Entschädigungen und die Sozialhilfe hinausgehende Maßnahmen getroffen: eine aktive Arbeitsmarktpolitik, der soziale Wohnungsbau, ein starkes öffentliches Bildungswesen, eine ausgleichende Steuerpolitik usw. So kann unter sozialer Sicherheit die Gesamtheit aller gesetzgeberischen Maßnahmen des Staates verstanden werden, welche sozialpolitische Zielsetzungen verwirklichen sollen. Sie gehen von der Minderung von Not und Armut und der Gewährleistung eines menschenwürdigen Minimums an Wohlbefinden bis hin zum Anstreben von gesellschaftlichen Verhältnissen der Gleichheit und Freiheit, wie auch immer diese Zielvorstellungen im Einzelnen definiert sein mögen.

### Begriff „soziale Sicherheit“ im Namen eines Gemeinwesens
Mit der Verwendung des Begriffes soziale Sicherheit im Namen eines Gemeinwesens soll der Zweck bzw. das Produkt in den Fokus gerückt werden. Im Vollzug, als praktisch auszuführende Aufgabe, erhält der Begriff eine dreiteilige Bedeutung:
- „Sicherheit“ steht für die Verteilung von finanziellen Mitteln an bedürftige Menschen ohne ausreichendes Einkommen.
- „Sozial“ ist, dass die für die Einkommensverteilung notwendigen finanziellen Mittel von der erwerbstätigen Bevölkerung aufgebracht werden, sei es in Form von Prämien an gesetzliche, obligatorische Sozialversicherungen oder sei es über die Besteuerung privater Haushalte und juristischer Personen.
- Vollzogen und verwaltet wird die institutionalisierte Verteilung von finanziellen Mitteln von der öffentlichen Hand beziehungsweise durch von ihr beauftragte soziale Institutionen.

## Entstehungsgeschichte
Die Französische Revolution (1789 bis 1799) hat jedem ein Recht auf Unterstützung zuerkannt. In der Frühzeit der Industrialisierung Europas wurde die soziale Frage aufgeworfen. Neben dem individuellen Sparen für voraussehbare Notfälle, der Inpflichtnahme des Arbeitgebers, Familienbeihilfen in Krisensituationen durch den Staat (le sursalaire familial in Belgien 1939 und Frankreich 1932) wurden auch Systeme der Sozialversicherung begründet. Vorreiter war die Sozialgesetzgebung im Deutschen Reich 1883 und 1889 unter Bismarck. Dieselbe wurde 1901 und 1911 von Luxemburg, das von 1842 bis 1919 dem Deutschen Zollverein angehörte, übernommen.
Im Rahmen des New Deal wurde vom US-Präsidenten Franklin D. Roosevelt am 14. August 1935 der Social Security Act geschaffen, welcher Maßnahmen gegen Arbeitslosigkeit und Armut sowie eine Altersrentenversicherung für Beschäftigte vorsieht.
Im Vereinigten Königreich wurde im Jahre 1941 der Beveridge-Report präsentiert, ein Meilenstein auf dem Weg zur Schaffung eines Systems der sozialen Absicherung im Sinne eines Wohlfahrtsstaates.

## Institutionen

### Europäische Union
- Verbot der Differenzierung nach der Staatsangehörigkeit.
- Erhalt erworbener Anwartschaften: die durch Beitragszahlung erworbenen Ansprüche in einem Land bleiben erhalten, wenn eine Beschäftigung in einem anderen Staat aufgenommen wird.
- Geldleistungen (insbesondere: Renten) sind in vollem Umfang in die Mitgliedstaaten zu exportieren. (Verpflichtung für das jeweilige Versicherungssystem!)
- Versicherungszeiten, die in mehreren Mitgliedstaaten zurückgelegt worden sind, werden zusammengerechnet.
- Im Bereich Krankenversicherung erhalten Versicherte, die sich vorübergehend im nichtzuständigen Staat aufhalten (insbesondere Touristen), die Sachleistungen, die sich unter Berücksichtigung der Art der Leistungen und der voraussichtlichen Aufenthaltsdauer als medizinisch notwendig erweisen; als Anspruchsbescheinigung legen sie die Europäische Krankenversicherungskarte vor.
- Rentner und Pensionäre, die im nichtzuständigen Staat wohnen, erhalten dort alle Sachleistungen der Krankenversicherung, als wären sie dort versichert.

Diese Regelungen gelten in den 27 EU-Mitgliedstaaten und in Norwegen, Island, Liechtenstein sowie in der Schweiz.

### Deutschland
In Deutschland hat das Sozialstaatsprinzip, das in Art. 20 GG formuliert ist, den Rang eines Verfassungsprinzips.
Der Begriff der sozialen Sicherheit verkörpert die hinter der sozialen Absicherung stehende Idee der gesellschaftlichen Solidarität. Die drei Prinzipien und Grundelemente der sozialen Sicherheit in Deutschland sind:
1. das Subsidiarität- und Solidaritätsprinzip,
2. das Fürsorge-, Versorgungs- und Versicherungsprinzip,
3. das soziale Netz.

Bei der sozialen Sicherheit handelt es sich um ein komplexes System, das den wiederum komplexen Anforderungen der modernen Gesellschaften gerecht werden muss. Daraus ergeben sich die verschiedenen Zweige der Sozialversicherung, die subsidiär ergänzende Sozialhilfe sowie die weiteren Maßnahmen des Staates und der Zivilgesellschaft. Hinzu kommen im weiteren Sinne die Kriegsopferversorgung sowie Sozialleistungen im Rahmen der Wohnungs-, Familien- und Ausbildungsförderung.
Für die Regierungspolitik auf diesen Gebieten zeichnen vor allem das Bundesministerium für Gesundheit und das Bundesministerium für Arbeit und Soziales, aber auch das Bundesministerium für Bildung und Forschung (Ausbildungsförderung) und das Bundesministerium für Familie, Senioren, Frauen und Jugend (Familienförderung) verantwortlich.